# Геркулес (Radical Comics)
Геркулес (англ. Hercules) — персонаж видавництва Radical Comics, який з'явився у двох обмежених серіях «Фракійські війни» і «Ножі Кушу», обидві написані Стівом Муром й намальовані Крісом Болсіном. «Геркулес» Джима Стеранко з обкладинки першого випуску також є іграшкою з твердої бронзи, що, до речі, є взагалі першим іграшковим виробом в лінійці Radical Toyz. Radical Toyz найняла скульптора Кріса Інграма для того, щоб втілити в життя те мистецтво, яке представляє головна серія Radical.

## Сюжет

### «Фракійські війни»
Історія відбувається здебільшого у варварській Фракії, ніж у Греції. Геркулес і його супутники найняті фракійським царем, Котісем, для того, щоб навчити фракійську армію битися та створити з неї найжорстокіше військо.

### «Ножі Кушу»
Після їх від'їзду з Фракії, Геркулес і його супутники їдуть до Єгипту, де вони втягнуються у громадянську війну між Сеті II і Аменмесом.

## Фільм
Paramount і MGM випустили екранізацію ідей Мура під керівництвом режисера Бретта Ретнера з Двейном Джонсоном в головній ролі. Аксель Генні зіграв роль Тідея, Руфус Сьюелл — Автоліка, Іян Макшейн — Амфіарая, частково жерця, частково пророка і частково воїна-радника Геркулеса, Рис Річі — Іолая, Тобіас Зантелман — злодія Реса, а Інгрід Болсай Бердал виконала головну жіночу роль. Також у фільмі знялися Джозеф Файнс, Джон Гарт, Ребекка Фергюсон і Ірина Шейк.